# Acolastus theryi
Acolastus theryi es un coleóptero de la familia Chrysomelidae.
Fue descrita científicamente por primera vez en 1896 por Chobaut.